# Никола Разлогов
Никола Лазаров Разлогов е български революционер, деец на Вътрешната македоно-одринска революционна организация, а по-късно и на Българската комунистическа партия.

## Биография
Никола Разлогов е роден на 27 октомври/10 ноември 1885 година в Банско, тогава в Османската империя. Завършва гимназия в София през 1902 година и след това преподава в родното си Банско. Присъединява се към ВМОРО и през Илинденско-Преображенското въстание е четник при Сава Мехомийски. През 1907 година е избран за член на Разложкия околийски комитет на ВМОРО. През 1910 година завършва право в Женевския университет, Швейцария.
След войните за национално обединение става член на БКП през 1919 година и сътрудничи на Централния ѝ комитет. След това е арестуван, осъден и излежава 12 години затвор. Емигрира първо във Франция, където през 1929 година като представител на ВМРО (обединена) за Франция, Белгия и Швейцария се среща с Петър Шанданов.
По-късно емигрира в Съветския съюз и става член на ВКП (б). Арестуван е на 6 ноември 1938 година в Москва и е освободен на следната 1939 година.
Завръща се в България след Деветосептемврийския преврат, през юни 1945 година. Обявен е за активен борец. Работи като окръжен прокурор в Благоевград, а след това е посланик в Австрия (1950 – 1954). Умира на 30 декември 1975 година в София.
Негови внуци са кинокритикът Кирил Разлогов и журналистката и критичка Наталия Разлогова.